# Nicholas Pegg
Nicholas Pegg é um ator, diretor e escritor britânico. Ele estudou na Nottingham High School e é mestre em Literatura inglesa pela Universidade de Exeter. Pegg também estudou na Guildford School of Acting.

## Trabalho

### Atuação
Seu trabalho como ator inclui produções para a Nottingham Playhouse, a Scottish Opera, o Birmingham Repertory Theatre  e o Theatre Royal de Plymouth. Ele participou de várias narrativas em áudio baseadas na série de ficção científica Doctor Who, da BBC. Ele também participou da série de televisão em vário episódios como um operador Dalek. Também como operador Dalek, ele apareceu pessoalmente em Blue Peter e em muitas edições da série de documentários Doctor Who Confidential. Em novembro de 2013, ele participou como si mesmo da comédia de homenagem de 50° aniversário, The Five(ish) Doctors Reboot.
Outras atuações de Pegg na televisão incluem participações em EastEnders e Doc Martin. Ele participou, em 2012, do filme de comédia The Plotters, e interpretou Capitain Smollett, em 2013, na dramatização em áudio de Ilha do Tesouro da Big Finish Productions. Para a editora audiobooks Textbook Stuff, ele gravou uma coletânea de poemas de Andrew Marvell, e para a Penguin Audiobooks, em 2013, ele gravou contos de Doctor Who de Tip of the Tongue, escritos por Patrick Ness, e Spore, de Alex Scarrow.
Em 19 de janeiro de 2014, ele escreveu e realizou The UKIP Shipping Forecast, uma resposta satírica aos pronunciamentos de vários  membros importantes do Partido de Independência do Reino Unido. A esquete viralizou, recebendo de 250.000 acessos em quatro dias.

### Escrita
Como escritor, Nicholas Pegg é uma autoridade reconhecida sobre a vida e obra de David Bowie. Ele é o autor de The Complete David Bowie (ISBN 9780857682901). Ele foi consultor em 2013 do documentário da BBC David Bowie: Five Years e, no mesmo ano, ele colaborou para a exposição David Bowie Is, do  Victoria and Albert Museum. Ele participou como especialista em Bowie, em 2007, da série de documentários de TV Seven Ages of Rock.
Ele já escreveu para periódicos como as revistas Mojo, Q, Pride Life e Doctor Who Magazine. Também escreveu peças de teatro, incluindo várias pantomimas para teatros britânicos como o Harrogate Theatre, o Queen's Theatre d Hornchurch, o MacRobert Playhouse de Stirling, e o Theatre Royal de Nottingham.

### Direção
Seu trabalho como diretor inclui produções teatrais de Hamlet, Twelfth Night, Peter Pan, Funny Money, I Thought I Heard a Rustling e Diary of a Somebody.

## Doctor Who
Pegg faz participações como Dalek em vários episódios de Doctor Who:
- Bad Wolf
- The Parting of the Ways
- Army of Ghosts
- Doomsday
- Daleks in Manhattan
- Evolution of the Daleks
- The Stolen Earth
- Journey's End
- Victory of the Daleks
- Asylum of the Daleks
- The Day of the Doctor
- The Five(ish) Doctors Reboot (como Dalek e como si mesmo)
- The Time of the Doctor
- The Magician's Apprentice
- The Witch's Familiar